# U-23サッカー朝鮮民主主義人民共和国代表
U-23サッカー朝鮮民主主義人民共和国代表は、朝鮮民主主義人民共和国サッカー協会（DPRKFA）によって構成される、朝鮮民主主義人民共和国（北朝鮮）のサッカーの23歳以下のナショナルチームである。
23歳以下の選手を対象とするオリンピックに出場するためのチームである。そのため、オリンピックの前年にはU-22サッカー朝鮮民主主義人民共和国代表、そのさらに前年にはU-21サッカー朝鮮民主主義人民共和国代表と呼称が変わる。
2022年アジア競技大会では、サッカー朝鮮民主主義人民共和国代表のキム・ヨソンが日本代表のスタッフから水を強奪した。

## オリンピックの成績
- 1992 - 予選敗退
- 1996 - 予選敗退
- 2000 - 予選敗退
- 2004 - 予選敗退
- 2008 - 予選敗退
- 2012 - 予選敗退
- 2016 - 予選敗退
- 2020 - 予選敗退
- 2024 - 出場辞退

## アジア競技大会の成績
- 2002 - ベスト8
- 2006 - ベスト8
- 2010 - ベスト8
- 2014 - 準優勝
- 2018 - ベスト8
- 2022 - ベスト8

## AFC U-23選手権の成績
- 2013 - グループリーグ敗退
- 2016 - ベスト8
- 2018 - グループリーグ敗退
- 2020 - グループリーグ敗退
- 2022 - 出場辞退
- 2024 - 出場辞退